# Nikita Dragun
Nikita Dragun, née le 31 janvier 1996 en Belgique, est une vidéaste beauté américaine, influenceuse, et mannequin. Connue sous les noms Mama Dragun et Dragun, elle est d'origine vietnamienne par son père et mexicaine par sa mère.

## Biographie
Nikita Dragun est née en Belgique et a grandi en Virginie. Jeune enfant, assignée garçon, elle réalise qu'elle est différente des autres enfants et pense qu'elle sera une princesse. À la maternelle, une enseignante qui la surprend portant des vêtements de fille contacte ses parents. Dès lors, elle se replie sur elle-même. Elle cesse de porter des vêtements de fille et de se comporter comme telle, sachant qu'elle pourrait être victime de harcèlement. À partir du lycée, elle cache de moins en moins sa vraie nature.
À l'université, Dragun commence à développer sa transidentité. Elle  obtient une fausse carte d'identité avec le nom de Nicole et commence à fréquenter les bars et les clubs de Washington DC où on la considère comme une femme. Elle crée sa chaîne YouTube en février 2013 et adopte le nom « Nikita Dragun » en référence au personnage de la série télévisée Nikita, dont l'actrice est, comme elle, d'origine asiatique et parce qu'étant harcelée du fait de ses origines à l'école, on lui disait parfois qu'elle avait l'air d'un dragon.
En 2015, elle entre au Fashion Institute of Design and Merchandising de Los Angeles pour obtenir un diplôme dans le domaine des cosmétiques.
En décembre 2015, elle fait son coming out transgenre sur sa chaine Youtube. Elle met par la suite de nombreuses vidéos en ligne ayant pour thème sa transition et les problèmes de la transidentité : « J'ai commencé à être honnête et à documenter mon voyage (...) C'était vraiment par frustration. Je voulais faire ma transition, j'avais toutes ces questions et ne pouvais trouver de réponses nulle part en ligne. »

## Carrière
Elle est considérée comme une icône de la jeunesse pour les personnes transgenres pour sa transparence sur sa transition. Sa chaîne YouTube, qui rassemble plus de 3,42 millions d'abonnés en juillet 2020, se compose principalement de didacticiels de maquillage, de vlogs, de défis et de vidéos inspirantes sur sa transition. Elle est également populaire sur Instagram, avec plus de 7 millions de fans en juin 2020 . En juin 2021, son compte Tik Tok recense 13.8 millions d'abonnés[source secondaire souhaitée].
Selon elle, après sa transition, elle a pris conscience du genre de préjugés que les femmes doivent subir régulièrement, ce qui a également fait d'elle une féministe, en plus d'une militante LGBT+[réf. nécessaire].
En septembre 2017, elle annonce sa toute première collaboration avec une marque, Bellami Hair, et dévoile sa ligne de trois perruques - les modèles Saphira, Khaleesi et Cassie.
En mars 2019, elle lance sa ligne de produits de beauté vegan, Dragun Beauty, première marque de cosmétiques appartenant à une femme trans. Le stock de ces produits est épuisé quelques heures après le lancement en ligne de la marque. Ses correcteurs sont en partie inspirés par les problématiques que rencontrent les femmes transgenres pour couvrir leur barbe. Le design du Dragun Egg est inspiré par les bandages qui entouraient son visage après son opération de féminisation faciale.
En 2020, elle collabore avec la société Morphe à la création d'une palette de maquillage : Nikita x Morphe. Le nom de certaines teintes de la palette, (Estrogen, MTF, metamorphosys) est souvent influencé par sa transidentité et son parcours de vie.
Nikita Dragun est apparue dans les clips de plusieurs chanteuses, dont Kim Petras. Elle a été actrice dans des web séries diffusée sur Youtube et Snapchat. En avril 2021, Netflix annonce la préparation d'une émission de télé-réalité à laquelle participeront plusieurs influenceurs star de Tik Tok, dont Nikita Dragun, issus du collectif The Hype House (en), une maison de contenu basée à Los Angeles.

## Controverses
En mars 2017, la société Jeffree Star Cosmetics est accusée de blackface pour la diffusion de photos promotionnelles sur lesquelles Nikita Dragun apparaît couverte de pigments bronze métallique qui assombrissent nettement sa carnation. On lui reproche par la suite à plusieurs reprises la pratique du « blackfishing » pour son utilisation de spray bronzant.
En avril 2018, elle est accusée d'appropriation culturelle pour avoir porté des dreadlocks arc-en-ciel et à nouveau, en mai, après avoir mis en ligne une photo d'elle-même portant des dreadlocks roses en mangeant de la barbe à papa dans le quartier de Harajuku, à Tokyo.
Les accusations sont répétées en septembre 2019 pour des photos sur lesquelles on la voit portant des tresses africaines.
Nikita Dragun répond sur Instagram en déclarant qu'elle veut « exprimer son amour et son estime à toutes les superbes femmes noires qui partagent sa vie et à toutes celles qui la suivent. »
Elle a également provoqué un petit scandale en 2019 après avoir accusé Michael Yerger, qu'elle avait présenté en 2018 comme son petit ami, de l'avoir trompée. Yerger, un acteur de téléréalité, a déclaré sur Instagram qu'ils n'avaient jamais eu de relation personnelle et qu'elle l'avait engagé en tant que modèle et comédien.

### Interpellation
Nikita Nguyen a été arrêtée le 7 novembre 2022, après que la police a affirmé l'avoir trouvée errante autour d'une piscine de l'hôtel Goodtime à Miami, vêtue uniquement de sous-vêtements et aspergeant d'eau la police et le personnel de sécurité. Selon le rapport de police, des policiers ont été appelés à la suite d'un signalement selon lequel une personne agissait de manière « très désordonnée » et causait du désordre.  Elle a été accusée d'infraction au code de la route, de délit de coups et blessures sur un policier. Nguyen a été placé en détention au centre correctionnel Turner Guilford Knight dans le comté de Miami-Dade avec une caution de 2 000 $.  Elle a affirmé avoir été placée dans une prison pour hommes malgré son identité de genre,.
Les responsables du département correctionnel et de réadaptation de Miami-Dade ont contesté le récit de Nguyen, affirmant que pendant le processus de réservation de Nguyen, elle avait d'abord été détenue dans un coin salon ouvert, puis dans une cellule de détention pour une seule personne.

## Engagement
Depuis son coming out en ligne, Nikita Dragun s'est ouvertement engagée pour le droit et la reconnaissance des personnes trans. Dans un entretien, elle explique : « concernant les problématiques trans, j'ai ressenti un énorme besoin de m'exprimer car c'est la communauté à laquelle j'appartiens le plus. Il y a d'innombrables garçons et filles qui sont trans et sont constamment confrontées à la brutalité et à l’injustice. »
En mars 2017, ses parents apparaissent à ses côtés dans une vidéo mise en ligne à l'occasion de la journée internationale de visibilité transgenre.
Fin novembre 2018, le directeur marketing de la marque de lingerie Victoria's Secrets affirme dans un entretien au magazine Vogue que l'entreprise n'embauchera pas de mannequins trans pour le défilé de la marque « parce que le défilé est un fantasme». En réponse à ces propos, Dragun met en ligne sur twitter une vidéo où elle se présente en lingerie, accompagné du commentaire « Vendre le fantasme ». La vidéo devient virale avec 12 millions de vues. Ed Razek publie ses excuses et l'année suivante, Victoria's Secret recrute le mannequin transgenre Valentina Sampiao.

## Récompenses
- 2019 : Streamy Awards, catégorie Beauté[23].
- 2019 : Shorty awards, influenceuse Beauté[24].

## Filmographie

### Web
- 2018-2019 : Escape the Night (2018-2019, 14 épisodes)  Websérie diffusée sur youtube[25].
- 2020 : Nikita unfiltered (10 épisodes) websérie diffusée sur Snapchat[26].
- 2020 : Instant influencer with James Charles, épisode « I Have to Apologize for This... »[25]

### Série télévisée
- The Real Housewives of Beverly Hills, épisode "The Show Must Go On"[25]

### Clips (apparitions)
- 2018 : Kim Petras – Heart to Break[27]
- 2018 : Qveen Herby - That Bih[28]
- 2019 : Dimitri Vegas & Like Mike, Paris Hilton – Best Friend's Ass[29]
- 2019 : Iggy Azalea – Fuck It Up (featuring Kash Doll)[30]
- 2020 : Kim Petras - Malibu ( at home edition)[31]
- 2020 : Bebe Rexha feat. Doja Cat - Baby, I'm Jealous [32]